# Abu (Yamaguchi)
Abu (阿武町 Abu-chō?) es un pueblo localizado en la prefectura de Yamaguchi, Japón. En junio de 2019 tenía una población estimada de 3.143 habitantes y una densidad de población de 27,1 personas por km². Su área total es de 115,95 km².

## Geografía

### Localidades circundantes
- Prefectura de Yamaguchi
  - Hagi

## Demografía
Según los datos del censo japonés, esta es la población de Abu en los últimos años.
| Año del censo | Población |
| ------------- | --------- |
| 1995          | 4.910     |
| 2000          | 4.555     |
| 2005          | 4.101     |
| 2010          | 3.743     |
| 2015          | 3.463     |